# Adiscanthus
Adiscanthus es un género con una sola especie (Adiscanthus fusciflorus) de plantas de flores de la familia Rutaceae. 